# Jorge Pallo
Jorge-Luis Pallo é um ator americano, mais conhecido pelos seus papéis em The Secret Life of the American Teenager como Marc Molina e em Sabrina, the Teenage Witch. Jorge nasceu em Queens, Nova Iorque e é de ascendência hispânica.

## Biografia
Jorge estudou dança e ganhou um BFA da Tisch School of the Arts. Depois, mudou-se para Los Angeles, onde recebeu um papel na recorrente showtime Resurrection Blvd. Também foi convidado para alguns episódios de séries: The Unit, CSI: Miami e The Lost Room.